# Kelvin Martin (giocatore di football americano)
Kelvin Brian Martin (San Diego, 14 marzo 1965) è un ex giocatore di football americano statunitense che ha militato nel ruolo di wide receiver e kick returner nella National Football League (NFL).

## Carriera

### Dallas Cowboys
Martin fu scelto nel corso del quarto giro (95º assoluto) del Draft NFL 1987 dai Dallas Cowboys, scendendo così in basso a causa di dubbi sulla sua stazza e la sua velocità.
Nella sua stagione da rookie fu utilizzato principalmente come punt e kick returner dopo avere perso le prime otto gare per infortunio. Soprannominati "K-Mart", nella sua seconda stagione divenne il wide receiver titolare accanto a Michael Irvin, finendo terzo nella squadra con 49 ricezioni. Nel 1989 guidò la squadra in ricezioni (46) e yard ricevute (644), anche se fu inserito in lista infortunati il 21 novembre per un infortunio al legamento crociato del ginocchio sinistro. L'anno successivo si ripeté come leader della squadra in ricezioni e (64) e yard ricevute (732).
Con l'arrivo di Alvin Harper nel 1991, Martin fu limitato a giocare nei terzi down e come punt returner. Contro i Philadelphia Eagles ritornò un punt per 85 yard nel touchdown della vittoria per 25-13 e stabilì un record di franchigia con 124 yard su ritornate da punt in una singola gara.
Martin ricevette 32 passaggi per 359 yard e 3 touchdown e finì secondo nella NFL con una media 12,7 per ritorno di punt nella stagione 1992, culminata con la vittoria del Super Bowl. Nella finale non fece registrare alcuna ricezione ma ritornò 3 punt per 35 yard e 4 kickoff per 79, per una totale di 114 yard, lo stesso numero che Michael Irvin accumulò con 6 ricezioni.
A fine stagione, i Cowboys non poterono rifirmare Martin per il suo impatto sul salary cap, così divenne free agent. Lasciò la franchigia come il suo leader di tutti i tempi per yard su ritorno di punt con 1.803 e come il suo decimo ricevitore (212 ricezioni, 2.703 yard e 8 touchdown). Guidò inoltre la squadra in ritorni su punt in cinque stagioni, pareggiando il record di Bob Hayes.

### Seattle Seahawks
Martin firmò con i Seattle Seahawks nel 1993 ed ebbe la sua miglior stagione a livello statistico con 57 ricezioni per 798 yard e 5 touchdown (leader della squadra). In due anni con la franchigia fece registrare 113 ricezioni, 1.479 yard e 6 touchdown. Fu lasciato non protetto nell'Expansion Draft NFL 1995.

### Jacksonville Jaguars
Martin fu così scelto dai Jacksonville Jaguars nell'Expansion Draft 1995 ma fu svincolato prima dell'inizio della stagione.

### Philadelphia Eagles
Martin in seguito firmò come free agent con i Philadelphia Eagles, con cui giocò 9 partite nella stagione 1995, ricevendo 17 passaggi per 206 yard. Fu inserito in lista infortunati il 13 dicembre.

### Ritorno ai Dallas Cowboys
Martin fece ritorno ai Cowboys nel 1996, ricevendo 25 passaggi per 380 yard. A fine stagione annunciò il proprio ritiro.

## Palmarès
- Super Bowl : 1

Dallas Cowboys: XXVII
- National Football Conference Championship: 1

Dallas Cowboys: 1992